# Heinrich Wilhelm Höhr

Heinrich Wilhelm Höhr

Heinrich Wilhelm Höhr (n. 3 februarie 1875, Sighișoara - d. 26 noiembrie 1949, Sighișoara)
a fost un pedagog și naturalist din Transilvania.

## Viața
A fost fiul lui Daniel Höhr, directorului gimnaziului din Sighișoara. A studiat științe naturale și geografie la Berlin, Jena, Tübingen și Halle. S-a întors la Sighișoara und a fost mai întâi învățător la școala evanghelică de băieți și ulterior profesor la gimnaziul Bischhof-Teutsch. Ca elev a lui Ernst Haeckel, Höhr a fost adept al teoriei evoluționiste. În perioada 1904-1905 a amenajat pe dealul școlii o grădină botanică. Höhr a publicat mai mult de 100 lucrări și articole în ziare și reviste de specialitate, cele mai importante privesc ornitologia și geologia-paleontologia Podișului Târnavelor.

## Scrieri
- Schäßburgs Archegoniaten" (Moos- und Farnpflanzen), (1914),
- Die Vogelwelt der beiden Kokeltäler in Siebenbürgen (l. Teil), (1940)
- Wandern und Schauen ..., Groß-Kokler Boten, (1941/42)
- Die geologisch-paläontologischen Verhältnisse Schäßburgs und seiner Umgebung, (1942)